# Camerún Meridional

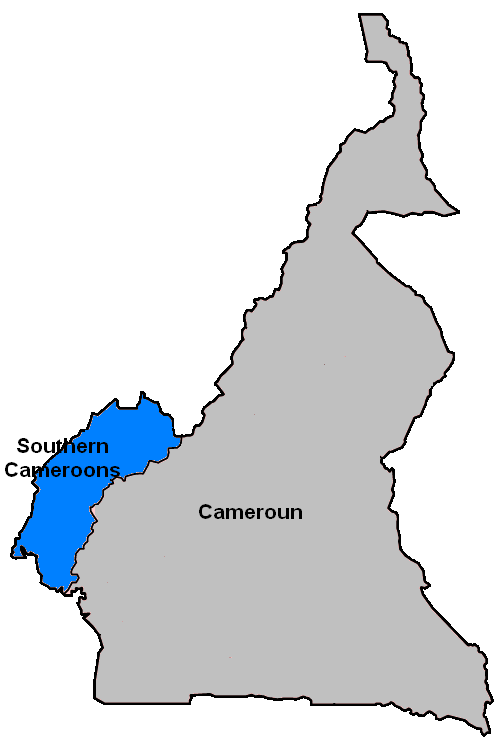
Ambazonia o Camerún Meridional respecto al resto del país.

Camerún Meridional (también denominado Ambazonia) fue la parte meridional del territorio del Mandato Británico en el África Occidental. Desde 1961 forma parte de la República de Camerún, en concreto de las regiones Noroeste y Sudoeste. Desde 1994, distintos grupos de presión en el territorio han buscado su independencia de Camerún, y el 31 de agosto de 2006 la Organización de los Pueblos de Camerún Meridional (SCAPO) declaró la república de Ambazonia. 

## Historia

### Control de la Sociedad de Naciones
De acuerdo con el Tratado de Versalles, a partir del 28 de junio de 1919 el territorio alemán de Kamerun quedaba formalmente dividido en dos zonas bajo supervisión de la  Sociedad de Naciones, una administrada por Francia y otra por el Reino Unido.  Los franceses, que anteriormente habían controlado todo el territorio ocupado, obtuvieron la zona más extensa, que pasó a ser conocida como Cameroun; por su parte, la zona británica comprendía dos territorios separados geográficamente: Northern Cameroons y Southern Cameroons, que fueron administrados desde la colonia británica de Nigeria, si bien nunca fueron anexionados a ella.  El encargado de dicha administración era un representante de la Corona con sede en Buea.
Aplicando el principio de indirect rule por el cual se integraban en la administración colonial algunas de las estructuras de poder de los nativos, los británicos permitieron a estos administrar algunas poblaciones según sus propias tradiciones, así como recaudar algunos impuestos para luego tributar a la metrópoli. Los colonos se dedicaron a explotar y comerciar con los recursos económicos (minería principalmente) del territorio. Algunos estudiantes de Camerún del Sur, entre los que destacó Emmanuel Mbela Lifate Endeley, fundaron la Liga de la Juventud de Camerún el 27 de marzo de 1940 como medio de oposición a la explotación a la que estaba siendo sometida la colonia.

### Territorio en Fideicomiso
Tras la desaparición de la Sociedad de Naciones en 1946, la mayoría de las administraciones coloniales supervisadas por esta organización pasaron a ser controladas por las Naciones Unidas a través de su Consejo de Administración Fiduciaria, órgano que tenía por objeto preparar y supervisar los procesos de descolonización e independencia. Los acuerdos de Administración Fiduciaria entre la ONU y el Reino Unido para el control del Camerún Británico fueron firmados el 6 de diciembre de 1946.
Camerún del Sur fue dividido en 1949 en dos provincias: Bamenda (con capital en Bamenda, de ahí el nombre) y Sur (con capital en Buea). Pese a todo se mantuvo la administración representativa mediante el British Resident de Buea hasta 1949, cuando Edward John Gibbons fue nombrado Special Resident. Posteriormente el 1 de octubre de 1954, el poder político pasó a ser ostentado por un gobierno electo.
De acuerdo con la Conferencia General de Ibadán de 1950, Nigeria fue dotada de una nueva constitución en la que se otorgaba más poder a las regiones. En los siguientes comicios resultaron elegidos trece representantes de Camerún del Sur para la Cámara de Representantes de Nigeria Oriental. En 1953, sin embargo, los representantes cameruneses, descontentos con la actitud dominante de los políticos nigerianos, declararon una "neutralidad benevolente" y abandonaron la asamblea. En una conferencia en Londres celebrada entre el 30 de julio y el 22 de agosto de 1953, la delegación de Camerún del Sur reclamó que en su territorio se formase una región propia. Los británicos estuvieron de acuerdo, de forma que Camerún del Sur se constituyese en región autónoma con capital en Buea. Las elecciones fueron celebradas en 1954 y el 1 de octubre de ese año se reunió por primera vez el Parlamento. En el momento en que tanto Camerún como Nigeria estuvieron preparadas para la independencia, entre los nacionalistas de Camerún del Sur surgió el debate sobre qué satisfacía más sus intereses: unirse al Camerún francés, a Nigeria o conseguir la independencia total. Endeley perdió las elecciones del 1 de febrero de 1959 contra John Ngu Foncha.
Las Naciones Unidas organizaron un plebiscito el 11 de febrero de 1961 en el que se daban al pueblo dos alternativas, la unión con Nigeria o con Camerún. La tercera alternativa, la independencia, no fue incluida en el referéndum como consecuencia del desacuerdo del representante británico en el Consejo de Administración Fiduciaria de las Naciones Unidas, Sir Andrew Cohen. La tercera opción, la independencia, fue rechazada por el representante del Reino Unido ante la ONU del Consejo de Administración Fiduciaria, Sir Andrew Cohen. En el plebiscito Camerún del Norte se decantó por la unión con Nigeria, mientras que Camerún del Sur decidió unirse con el antiguo Camerún francés.

### Movimiento por la independencia

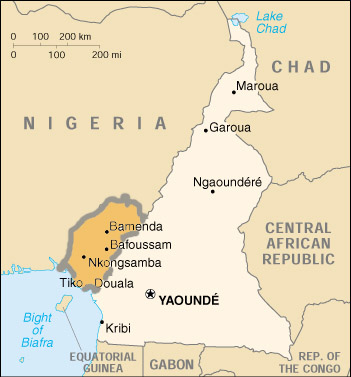
Mapa de Camerún Meridional (Ambazonia)

Camerún del Sur paso oficialmente a ser parte del antiguo Camerún francés el 1 de octubre de 1961. A partir de entonces Foncha fue designado primer ministro de Camerún Occidental y vicepresidente de la República Federal de Camerún. Sin embargo, la comunidad anglófona del actual Camerún Occidental no estaba conforme con el trato que recibía por parte del Gobierno Federal francófono. Tras un referéndum celebrado el 21 de mayo de 1972, Camerún se dotó de una nueva constitución según la cual pasaba de ser un Estado federal a uno unitario. Esto supuso que el antiguo Camerún británico perdiese su autonomía, convirtiéndose en las provincias Noroccidental y Sudoccidental de la República de Camerún, hecho que aumentó aún más el sentimiento de abandono de la comunidad anglófona. Grupos como el Movimiento Anglófono de Camerún demandaron una mayor autonomía, o incluso la independencia, para estas provincias.
Grupos independentistas reclamaron a la ONU que no aplicase la Resolución 1608 de 21 de abril de 1961, que requería del Reino Unido, del Gobierno de Camerún del Sur y de la República de Camerún a entablar conversaciones con el objetivo de alcanzar acuerdos que llevasen a la unión de los dos países. También impugnaron la negligencia que a su juicio había cometido el Gobierno del Reino Unido al dar por extinguida su administración fiduciaria en la zona de forma prematura. Asimismo afirmaron que la adopción por parte de Camerún de una Constitución federal el 1 de septiembre de 1961 constituía una anexión encubierta de Camerún de Sur.
Representantes de varios grupos anglófonos se reunieron en la primera Conferencia General Anglófona (AAC) celebrada en Buea los días 2 y 3 de abril de 1993. Fruto de dicha reunión fue la "Declaración de Buea", en la que se pedía la introducción de enmiendas constitucionales que restablecieran el ordenamiento federal de 1961. Un año después se celebró en Bamenda la segunda edición de dicha conferencia. En la consiguiente "Declaración de Bamenda" los asistentes amenazaron con declarar la independencia de forma unilateral si no se reinstauraba el Estado Federal en un tiempo razonable. La AAC fue renombrada como Conferencia de los Pueblos de Camerún del Sur (SCPC) primero y Organización de los Pueblos de Camerún del Sur (SCAPO) después, siendo su órgano ejecutivo el Consejo Nacional de Camerún del Sur (SCNC). Los activistas más jóvenes fundaron la Liga Juvenil de Camerún del Sur (SCYL) en Buea un 28 de mayo de 1995. El SCNC envió una delegación comandada por John Foncha a las Naciones Unidas con la intención de presentar una petición contra la "anexión" por parte del Camerún francés de su territorio, siendo recibidos el 1 de junio de 1995. Ese mismo año la SCAPO organizó una recogida de firmas con un total de 315.000 apoyos a la independencia.
Un grupo armado tomó en nombre del SCNC una emisora de radio en Buea la noche del 30 de diciembre de 1999, emitiendo durante las primeras horas del 31 de diciembre una proclamación de independencia grabada por el juez Ebong Frederick Alobwede.
Amnistía Internacional ha acusado a las autoridades de Camerún de violación de los Derechos Humanos en sus actuaciones contra los activistas de Camerún Meridional.
Como respuesta a la sentencia del Tribunal Internacional de Justicia del 10 de octubre de 2002 que afirmaba que la península de Bakassi debería seguir siendo parte de Camerún, la SCAPO reclamó que dicho territorio era en realidad parte del Camerún británico. En 2002, SCAPO demandó al Gobierno de Nigeria ante la Corte Suprema Federal de Abuya con el objeto de que fuese reconocido el derecho del pueblo de Camerún meridional a la autodeterminación antes de que el Tribunal Internacional tratase el tema. El tribunal falló a favor de la SCAPO el 5 de marzo de 2002. El 14 de agosto de 2006 Nigeria cedió formalmente el control de la península de Bakassi a Camerún, a lo que la SCAPO respondió proclamando la independencia de la República de Ambazonia, incluyendo al territorio de Bakassi.